# ショコラータ
ショコラータ(Cioccolata)は、1980年代に活動した日本のニュー・ウェイヴ・バンド。
イタリア語の歌詞を用いベルカントを駆使したスタイルから「ニュー・ウェイヴ・カンツォーネ」と称された。

## 概要
1982年、当時、国立音楽大学声楽科の学生であった、ボーカルのかの香織を中心に結成された。
翌年より桑原茂一が原宿に開いた日本初のクラブ「ピテカントロプス・エレクトス」を中心にライヴ活動を行い、ニュー・ウェイヴ、ジャズ、ファンク、オペラ、カンツォーネなどさまざまなジャンルをミックスした音楽性で注目される。また、アート系のカセットブックである「TRA」において紹介され、1983年にはカセット・アルバム『Cioccolata special』が同誌のスペシャル・イシューとして発表。「TRA」の編集を行っていた写真家の伊島薫、美術家・デザイナーのミック・イタヤは、ショコラータのアルバムや宣伝物、舞台、ビデオのデザインにも参加。先鋭的なサウンドをアートやファッションとトータルに売り出す手法は、1990年代の渋谷系ミュージシャンを先取りしており、プレ渋谷系と呼ばれることがある。
1985年、キングレコードよりアルバム『ショコラータ』、シングル『いつか見た青空』でメジャー・デビューする。
1986年、12インチ・シングル『L'alma bella - 美しき魂』発表ののち活動停止、メンバー個々の活動に移る。
曲目には、声楽科のレッスンで用いられる「イタリア歌曲集」から採られたものがある。「O del mio dolce ardor」のように原曲のまま演奏されることもあれば、「AMARILLI」「NINA」のように、大幅に翻案されたものもある。

## メンバー

### 第一期
カノカオリ（ボーカル）
渋谷英広（ギター）
岡野ハジメ（ベース）
渋谷・岡野はその後バンドPINKを結成する。
松本晃彦　（キーボード）
同時期に並行して活動していたバンドVIZIONがメジャー・デビューするにあたり脱退。
渡辺蕗子（ピアノ・キーボード）
塚原卓（サクソフォーン）
市川マサズミ（ドラムス）

### 第二期
かの香織（ボーカル）
現在ソロシンガーとして活動。
寺師徹（ギター）
DEMI SEMI QUAVER、THE THRILL、東京スカパラダイスオーケストラに参加。
横山英規（ベース）
寺師・渡辺らとTHE THRILLを結成。
渡辺蕗子（ピアノ、キーボード）
寺師・横山らとTHE THRILLを結成。
その後MAGUMI、いしだ壱成とVenus&Marsを結成。
塚原卓（サクソフォーン）
棚沢雅樹（ドラムス）
古田たかし（ドラムス）
Dr.StrangeLoveに参加（現在は脱退）。

## ディスコグラフィー

### アルバム
- Cioccolata special（1983年・1997年CD化）
  - 初版はカセットマガジン『TRA』特別号として発売。
  - 1997年版は初版リマスタリングの上でCD化。
- Cioccolata（1985年・1994年CD再発）
- Cioccolata BOX（1987年）
  - アルバム『Cioccolata』を基に、シングル『L'alma bella』から3曲を加えたコンピレーション・アルバム。
- Encore! Cioccolata live 1985（2005年）
  - 1985年、名古屋HeartLand STUDIOでのライブ録音。

### シングル
- いつか見た青空（1985年）
- L'alma bella - 美しき魂（1986年・1997年CD化）
  - 12インチ・シングル。
  - 1997年版はシングル『いつか見た青空』より2曲追加。

### ビデオ
- 黒い月のニーナ（1985年）
  - 映像監督：伊島薫、美術：板谷充祐

## 関連人物
- 白井良明 - 『Cioccolata』をプロデュース。
- 立花ハジメ - 『L'alma bella - 美しき魂』をプロデュース。
- 坂本龍一 - 『未来派野郎』で、かのと共作。『子猫物語』で渡辺と共作。